# Naser Ziberi
Naser Ziberi (mac. Насер Зибери; ur. 1961 we wsi Laskarci) – jugosłowiański i północnomacedoński prawnik oraz dziennikarz pochodzenia albańskiego, w latach 1996–1998 wicepremier oraz minister pracy i polityki społecznej w drugim rządzie Branko Crwenkowskiego.

## Życiorys
W 1985 roku ukończył studia prawnicze na Uniwersytecie w Prisztinie. W 2010 roku zdał egzamin adwokacki, a dwa lata później zdał także egzamin notarialny.
W latach 1986–1990 pracował jako dziennikarz dla albańskojęzycznego czasopisma Flaka e Vëllazërimit. Zaangażował się w działalność Partii na rzecz Demokratycznego Dobrobytu; należał do prezydium tej partii, a w latach 1994–1998 pełnił funkcję jej sekretarza generalnego. W wyborach z 1990 roku uzyskał mandat do Zgromadzenia Republiki Macedonii, z powodzeniem ubiegał się o reelekcję w latach 1994 i 1998. Od 1996 do 1998 roku pełnił funkcję wicepremiera oraz jednocześnie ministra pracy i polityki społecznej w drugim rządzie Branko Crwenkowskiego.